# Lez-Fontaine
Lez-Fontaine és un municipi francès, situat a la regió dels Alts de França, al departament del Nord. L'any 2006 tenia 207 habitants. Es troba a 100 km de Lilla i de Brussel·les (B), a 45 km de Valenciennes, a 40 km de Mons i Charleroi (B) i a 13 km d'Avesnes-sur-Helpe, de Maubeuge i Fourmies.

## Demografia
| 1962                                       | 1968 | 1975 | 1982 | 1990 | 1999 | 2006 |
| ------------------------------------------ | ---- | ---- | ---- | ---- | ---- | ---- |
| 217                                        | 225  | 211  | 211  | 202  | 211  | 207  |
| Des de 1962: població sense dobles comptes |      |      |      |      |      |      |

## Administració
| Període   | Identitat        | Partit |
| --------- | ---------------- | ------ |
| 2001-2008 | Michel Hannecart |        |
| 2001-     | Guy Gautier      |        |